# Liga de Fútbol de Martinica
La Liga de Fútbol de Martinica (en francés: Ligue de football de la Martinique; abreviado LFM) es una asociación que reagrupa los clubes de fútbol de la Colectividad territorial  de Martinica, Territorio de Ultramar de Francia, y se encarga de la organización de los partidos internacionales de la Selección de fútbol de Martinica.
La liga se fundó en 1953. Está afiliada y subordinada a la Federación Francesa de Fútbol pero, dispone de un acuerdo especial con la Concacaf, de la cual es miembro asociado desde 1964 y pleno desde 2013. La preside Alain Rapon.

## Competiciones Nacionales delPaís-IsladeMartinica.
- Campeonato Nacional de Martinica.
- Copa de Martinica.